# Histoire d'un voyage
L’Histoire d'un voyage fait en la terre du Brésil, autrement dite Amérique est un récit de voyage de Jean de Léry publié en 1578. L'auteur y retrace son voyage de près d’un an dans la France antarctique, dans la baie de l'actuelle Rio de Janeiro, et dépeint la vie des Indiens Toüoupinambaoults qui l'habitaient.

## Résumé et structure

### La première édition (1578)
L'Histoire d'un voyage ne paraît qu'en 1578, vingt ans après le retour en France de son auteur. Cette première édition fait précéder les vingt-deux chapitres par plusieurs textes : une dédicace au comte de Coligny, quatre sonnets vantant les mérites du livre, une ample préface et un sommaire des chapitres. Dans la préface, Léry explique pourquoi il a attendu vingt-deux ans avant de publier son Histoire : il a perdu son manuscrit par deux fois, et ne se décide à présenter son récit au public que pour repousser ces impostures de Thévet.
Le texte lui-même comprend vingt-deux chapitres. Les six premiers sont consacrés au départ, au voyage et à l'arrivée au Brésil, les chapitres sept à vingt décrivent le pays et ses habitants, et les deux derniers chapitres sont consacrés au voyage de retour.

#### Voyage et installation
Villegagnon, fondateur de Fort Coligny, demande à Calvin d'envoyer des ministres et des fidèles protestants au Brésil pour renforcer la colonie (chap. I). 13 autres  genevois , dont Jean de Léry, sont réunis à Genève et s'embarquent le 19 novembre 1556 à Honfleur et atteignent les îles Canaries (chap. II). Léry décrit ensuite les différentes espèces marines visibles dans la zone équatoriale (chap. III). Des tempêtes éprouvent le navire qui traverse le Pot au noir (chap. IV), arrive au Brésil le 26 février 1557 et entre dans la baie de Guanabara le 7 mars (chap. V).
Le chapitre VI est consacré aux quelques mois que passe Léry à Fort Coligny. Les nouveaux arrivants sont d'abord bien accueillis par Villegagnon, qui autorise la discipline réformée dans la colonie ; la première sainte Cène est célébrée le 21 mars. Mais Villegagnon apparaît trop zélé, il manque de retenue et éveille ainsi les soupçons de Léry quant à sa réelle conversion à la Réforme. Malgré deux oraisons prononcées par Villegagnon et retranscrites par Léry, des disputes théologiques quant à la substance des espèces de l'eucharistie émergent. Villegagnon condamne alors la Réforme et limite les célébrations publiques du culte protestant ; Léry le décrit comme un homme méchant et cruel. Fin octobre, les rapports deviennent si tendus que les protestants sont expulsés du fort et s'installent sur la terre ferme chez les Tupinambas.

#### Description du Brésil
Les chapitres VII à XXII peuvent être regroupés en deux séries. Léry s'intéresse d'abord à la géographie et à l'histoire naturelle : la baie de Rio (chap. VII) ; racines et céréales comestibles, caouin (boisson alcoolisée) (IX) ; animaux terrestres (X) et volants (XI) ; poissons et pêche (XII) ; arbres et fruits (XIII).
Les autres chapitres, préfigurant l'ethnographie, traitent des Indiens Tupinambas : leurs physique et ornements (VIII) ; leur manière de faire la guerre et leur acharnement (XIV) ; les prisonniers de guerre, leur héroïsme et le rituel anthropophage (XV) ; leurs conceptions métaphysiques, leur ignorance de la vraie religion (XVI) ; relations familiales, mariage et éducation des enfants (XVII) ; relations sociales (XVIII) ; médecine et pratiques funéraires (XIX). Le chapitre XX est un « colloque », c'est-à-dire une sorte de guide de conversation français-tupi ; il est probable que Léry s'est contenté de recopier un manuscrit qui circulait chez les voyageurs de l'époque.

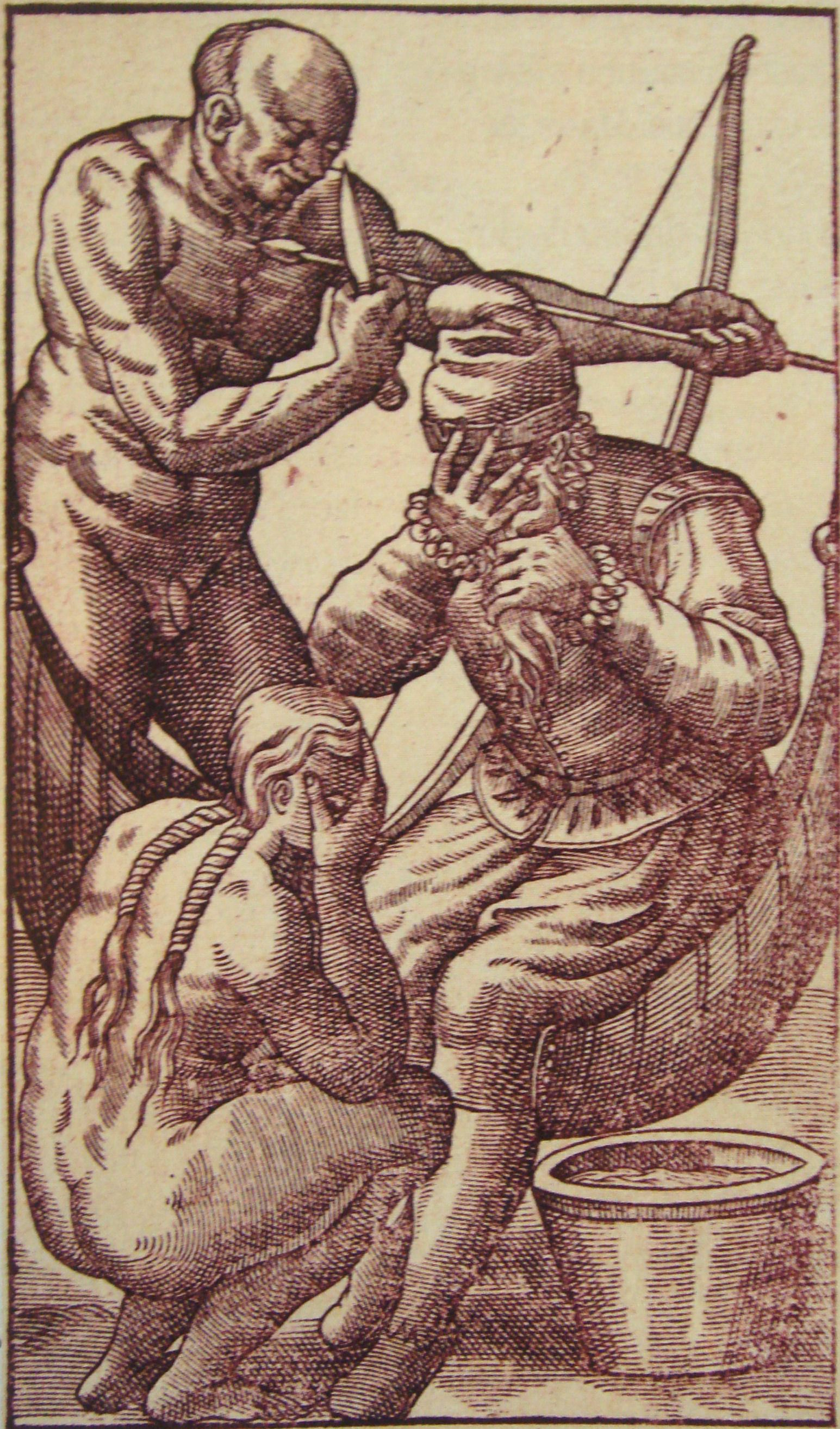
« La Salutation larmoyante », gravure tirée de l’Histoire d'un voyage

#### Retour
Les deux derniers chapitres racontent le terrible voyage de retour, qui dure près de cinq mois et est fait de tempêtes et de famine ; certains hommes d'équipage sont sur le point de tuer un de leurs compagnons pour le manger. La perfidie de Villegagnon est soulignée par deux événements : cinq compagnons de Léry décident au dernier moment de descendre du bateau qui doit partir vers la France et retournent à Fort-Coligny, et trois d'entre eux sont noyés pour avoir refusé d'abjurer ; le chevalier fait transmettre par le bateau une lettre demandant de faire brûler comme hérétiques Léry et ses compagnons, découverte in extremis.

### Les quatre éditions augmentées par l'auteur
Dans les versions postérieures (1580, 1585, 1599 et 1611), Léry retravaille et allonge le texte, multipliant les comparaisons entre les Tupis et d'autres peuples et donnant une dimension plus universelle à son œuvre. Il modifie le paratexte : à la suite de la mort du comte de Coligny, la dédicace est remplacée à partir de 1599 par une longue épître à Louise de Coligny ; un avertissement de l'auteur est inséré en 1599 ; enfin, un sonnet de Pierre Poupo et deux pièces brèves sont ajoutés en 1585, puis quatre autres sonnets en 1599. Le chapitre XV est étendu en 1585 par un long développement sur les cruautés des Ottomans et de nombreuses histoires d'anthropophagie ; cette extension devient un chapitre autonome (XVI) dans l'édition de 1599.

## Intertextualité

### André Thevet
En 1575, le catholique André Thevet publie sa Cosmographie universelle, qui fait suite aux Singularités de la France antarctique de 1557 et dans laquelle il affirme que les Protestants portent une lourde responsabilité dans l'échec de l'expédition brésilienne. Dans la préface à l’Histoire d'un voyage, Léry, calviniste, affirme avoir été décidé à publier son livre par les « menteries » de Thevet. Cette préface donne une dimension politique au texte : elle attaque violemment Thevet et Nicolas de Villegagnon, chef de l'expédition brésilienne et pose l'ouvrage comme rétablissement d'une vérité historique, comme plaidoyer pour la mémoire de protestants calomniés.

### Critique des cruautés catholiques
Au fil des éditions, Léry enrichit son texte d'emprunts à des auteurs qui critiquent les atrocités commises par les catholiques, inscrivant ainsi à son témoignage dans un phénomène universel : l’Histoire ecclésiastique de Théodore de Bèze (1580), Tyrannies et cruautés des Espagnols de Bartolomé de las Casas. La querelle religieuse est centrale dans les chapitres VI et XXI.

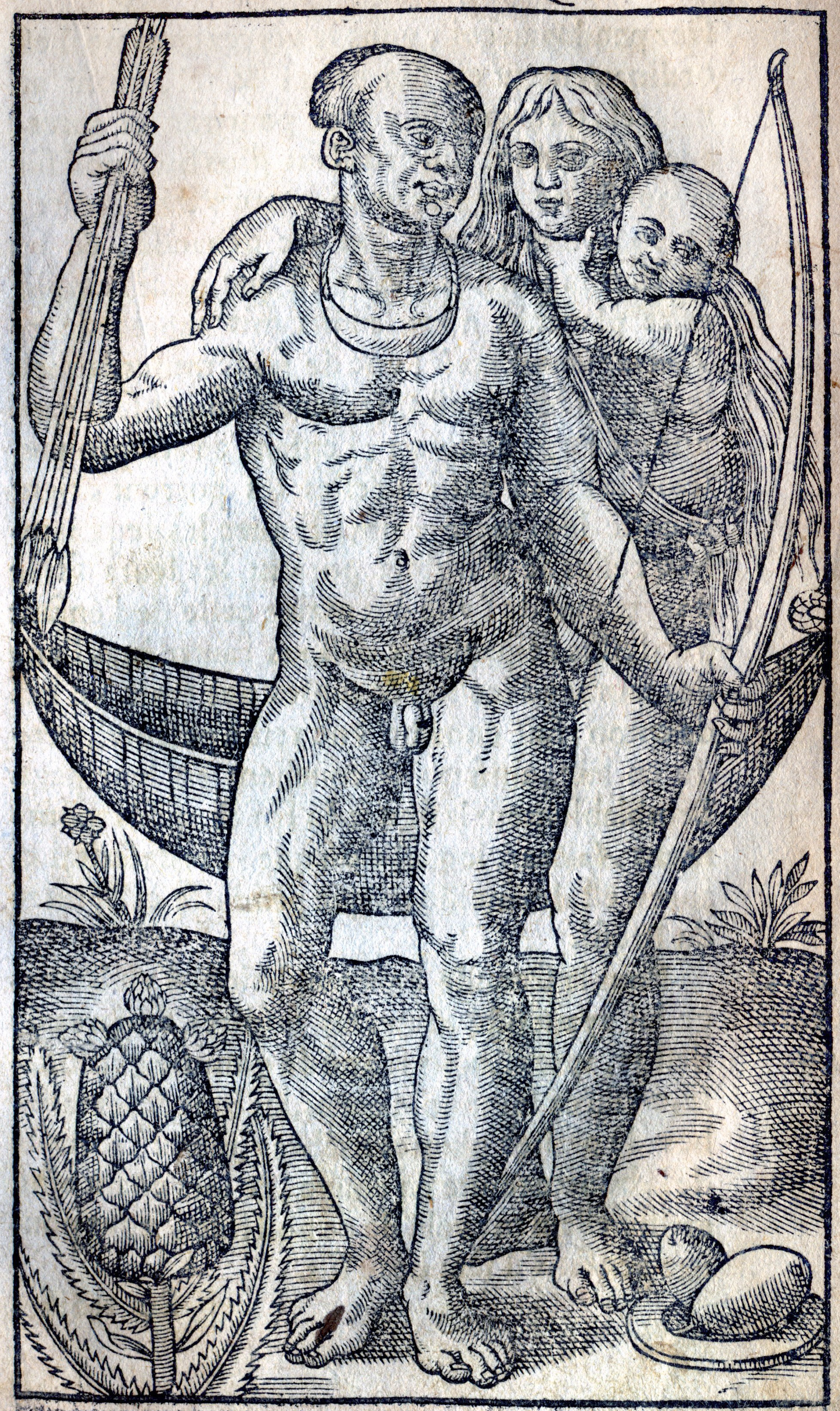
Famille d'Indiens du Brésil, avec un ananas ; gravure incluse dans l’Histoire d'un voyage

## Regard sur les «sauvages Americains»
Léry éprouve une réelle sympathie pour les Brésiliens parmi lesquels il a vécu : « Je regrette souvent que je ne suis parmi les sauvages. » Bien qu'il soit choqué de leur nudité et de leur ignorance de Dieu, il ôte soigneusement toute monstruosité de la description des Tupis, comme leur soi-disant pilosité excessive ; ils vivent en pleine santé et longtemps. Les descriptions, qui ouvrent la voie à l'ethnologie, sont entrecoupées d'anecdotes et de comparaisons humoristiques : « revestez-le [sauvage] de ses habillemens, bonnets, et bracelets si industrieusement faits de ces belles et naifves plumes de diverses couleurs, dont je vous ay fay mention, et ainsi accoustré, vous pourrez dire qu’il est en son grand pontificat. » Comme dans ce dernier exemple, la critique de l'Europe catholique n'est jamais très loin : l'anthropophagie paraît ainsi moins terrible que l'attitude des usuriers. Il s'agit alors dans l’Histoire d'un voyage d'une vraie « dénonciation de l'ethnocentrisme. »

## Réception et postérité
L’Histoire d’un Voyage a connu un succès considérable en son temps comme en témoigne le nombre d’éditions qu'il a connues : cinq jusqu'en 1611. L'ouvrage a notamment influencé Montaigne. Un chapitre des Essais (livre I chapitre 31) est consacré aux cannibales et doit beaucoup à Léry.
On considère parfois que l’Histoire d'un voyage fait en la terre du Brésil est à l'origine du mythe du bon sauvage. 
Dans la seconde moitié du XXe siècle, Claude Lévi-Strauss a contribué à attirer à nouveau l’attention sur le livre par les pages qu'il lui a consacrées dans Tristes Tropiques, ouvrage qui a connu un large succès ; son admiration pour le travail de Léry le conduit à qualifier l’Histoire d'un voyage de « bréviaire de l'ethnologue ». Michel de Certeau a consacré un chapitre de l’Écriture de l’Histoire au récit de Léry. Plus récemment, le livre a bénéficié de la vogue du récit de voyage et notamment de l'attention portée par l’universitaire Frank Lestringant à la France Antarctique.
En 2001, le roman de Jean-Christophe Rufin, Rouge Brésil  (ISBN 2-07-076198-3), prix Goncourt, reprend en le romançant les faits narrés par Jean de Léry.
Le roman est au programme du CAPES de Lettres pour l'épreuve de dissertation des sessions 2023, 2024 et 2025, à celui de l'agrégation de Lettres pour la session 2023 et à celui du concours de l'ENS pour la session 2026. 

### Éditions parues du vivant de l'auteur
- Jean de Léry, Histoire d'un voyage fait en la terre du Bresil, autrement dite Amerique. Contenant la navigation, et choses remarquables, veuës sur mer par l'aucteur. Le comportement de Villegagnon en ce pays la. Les mœurs et façons de vivre estranges des Sauvages Ameriquains : avec un colloque de leur langage. Ensemble la description de plusieurs Animaux, Arbres, Herbes, et autres choses singulieres, et du tout inconnues pardeçà : dont on verra les sommaires des chapitres au commencement du livre. Le tout recueilli sur les lieux par Jean de Lery, natif de la Margelle, terre de sainct Sene, au Duché de Bourgongne, La Rochelle ou Genève, Antoine Chuppin, 1578 (lire en ligne)

- Jean de Léry, Histoire d'un voyage faict en la terre du Bresil [...] Reveue et corrigee, et bien augmentee en ceste seconde Edition, tant de figures qu'autres choses notables sur le sujet de l'auteur, Genève, Antoine Chuppin, 1580 (lire en ligne)

- Jean de Léry, Histoire d'un voyage [...] Avec les figures, reveue, corrigee et bien augmentee de discours notables en ceste troisieme Edition, Genève, Antoine Chuppin, 1585 (réimpr. 1594) (lire en ligne)
- (la) Jean de Léry, Historia Navigationis in Brasiliam, quae et America dicitur. Qua describitur Autoris navigatio, quaeque in mari vidit memoriae prodenda : Villagagnonis in America gesta : Brasiliensium victus et mores, à nostris admodum alieni, cum eorum linguae dialogo : animalia etiam, arbores, atque herbae, reliquaque singularia et nobis penitus incognita. A Ioanne Lerio Burgundo Gallicè scripta. Nunc vero primum Latinitate donata, et variis figuris illustrata, Genève, Eustache Vignon, 1586
- (la) Jean de Léry et al., America Tertia Pars, Memorabilem provinciae Brasiiae Historiam continens [...], Francfort-sur-le-Main, Théodore de Bry, 1592

- (de) Jean de Léry et al., Dritte Buch Americae, Darinn Brasilia [...], Francfort-sur-le-Main, Théodore de Bry, 1593

- (la) Jean de Léry, Historia Navigationis [...] Secunda Editio, Genève, apud haeredes Eustathii Vignon, 1594
- (nl) Jean de Léry, Historie van een Reyse ghedaen in den Lande van Bresillien, andersins ghenoemt America [...], Amsterdam, Cornelis Claesz, 1597
- Jean de Léry, Histoire d'un voyage [...] Quatrieme Edition. Dediee a Madame la Princesse d'Orange, Genève, les héritiers d'Eustache Vignon, 1599-1600
- Jean de Léry, Histoire d'un voyage [...] cinquieme Edition. Dediee a Madame la Princesse d'Orange, Genève, Jean Vignon, 1611 (lire en ligne)

### Éditions modernes
- Paul Gaffarel (éditeur), Histoire d'un voyage fait en la terre du Brésil, Lemerre, 1880 (lire sur Wikisource)
- Frank Lestringant (éditeur), Histoire d'un voyage faict en la terre du Brésil, Librairie générale française, coll. « Les Classiques de Poche » (no 707), 1994

### Études
- Françoise Argod-Dutard, Histoire d'un voyage en la terre du Brésil de Jean de Léry : journées d'études, Bordeaux, Presses universitaires de Bordeaux, 2000
- Michel de Certeau, L'Écriture de l'histoire, Paris, Gallimard, 1975

- Frank Lestringant, « Jean de Léry », dans Jean-Pierre de Beaumarchais, Daniel Couty et Alain Rey, Dictionnaire des littératures de langue française, vol. II, Bordas, 1987
- Frank Lestringant et Marie-Christine Gomez-Chéraud (dir.), D'encre du Brésil : Jean de Léry écrivain, Orléans, Paradigme, 1999
- Frank Lestringant, Jean de Léry ou l'invention du sauvage, Paris, Honoré Champion, 2005, 287 p. (ISBN 978-2-7453-1266-2)